# Penstemon hidalgensis
Penstemon hidalgensis är en grobladsväxtart som beskrevs av Richard Myron Straw. Penstemon hidalgensis ingår i släktet penstemoner, och familjen grobladsväxter. Inga underarter finns listade i Catalogue of Life.